# Ichthyscopus
Ichthyscopus és un gènere de peixos pertanyent a la família dels uranoscòpids.

## Taxonomia
- Ichthyscopus barbatus (Mees, 1960)[2]
- Ichthyscopus fasciatus (Haysom, 1957)[3]
- Ichthyscopus insperatus (Mees, 1960)[2]
- Ichthyscopus lebeck (Bloch & Schneider, 1801)[4]
- Ichthyscopus malacopterus (Bennett, 1839)[5]
- Ichthyscopus nigripinnis (Gomon & Johnson, 1999)[6]
- Ichthyscopus sannio (Whitley, 1936)[7]
- Ichthyscopus spinosus (Mees, 1960)[2][8][9][10][11][12][13]